# Mussy-la-Fosse
Mussy-la-Fosse település Franciaországban, Côte-d’Or megyében. Lakosainak száma 95 fő (2022. január 1.). Mussy-la-Fosse Venarey-les-Laumes, Pouillenay, Alise-Sainte-Reine, Flavigny-sur-Ozerain és Massingy-lès-Semur községekkel határos.

## Népesség
A település népességének változása:
| Lakosok száma | 93   | 86   | 92   | 82   | 73   | 82   | 86   | 87   | 90   | 95   |
|               | 1968 | 1982 | 1990 | 2006 | 2013 | 2015 | 2017 | 2019 | 2020 | 2022 |